# Vapula
In demonologia, Vapula è un potente Granduca dell'Inferno che comanda trentasei legioni di demoni. È invocato per acquisire conoscenze in materia di filosofia, meccanica e scienze. Vapula è raffigurato come un grifone alato.